# Magyar játékosok az UEFA-bajnokok ligájában
Ez a lap az UEFA-bajnokok ligájában pályára lépő magyar labdarúgókat sorolja fel, időrendben, feltüntetve a csapato(ka)t, amelynek színeiben szerepelt a főtáblán.
Az első magyar Disztl László volt az elitsorozat történetében, ő a belga Brugge csapatában szerepelt az 1992–93-as idényben, míg legtovább a BL-ben Gulácsi Péter és Willi Orbán jutott a 2019–20-as idényben az elődöntős RB Leipzig játékosaként. A legeredményesebb játékos a sorozat főtábláján Szoboszlai Dominik.
- Disztl László: Brugge – 1992–93
- Hajdu Attila: Ferencváros – 1995–96
- Simon Tibor: Ferencváros – 1995–96
- Telek András: Ferencváros – 1995–96; Kassa – 1997–98
- Szűcs Mihály: Ferencváros – 1995–96
- Zavadszky Gábor: Ferencváros – 1995–96
- Vincze Ottó: Ferencváros – 1995–96
- Nyilas Elek: Ferencváros – 1995–96
- Lisztes Krisztián: Ferencváros – 1995–96
- Nagy Zsolt: Ferencváros – 1995–96
- Keller József: Ferencváros – 1995–96
- Kecskés Zoltán: Ferencváros – 1995–96
- Hrutka János: Ferencváros – 1995–96;  Kaiserslautern – 1998–99
- Albert Flórián: Ferencváros – 1995–96
- Páling Zsolt: Ferencváros – 1995–96
- Lipcsei Péter: FC Porto – 1995–96
- Fehér Miklós: FC Porto – 1998–99
- Király Gábor: Hertha BSC – 1999–2000
- Dárdai Pál: Hertha BSC – 1999–2000
- Korsós György: Sturm Graz – 1999–00, 2000–01; Rapid Wien – 2005–06
- Szabics Imre: Sturm Graz – 2000–01; VfB Stuttgart – 2003–04
- Bodnár László: Dinamo Kijev – 2000–01, 2001–02, 2002–03; Debrecen – 2009–10
- Torghelle Sándor: Panathinaikósz – 2005–06
- Fehér Csaba: PSV Eindhoven – 2006–07
- Tőzsér Dániel: AÉK Athén – 2006–07; KRC Genk – 2011–12
- Köteles László: KRC Genk – 2011–12
- Juhász Roland: Anderlecht – 2005–06, 2006–07
- Nagy Zoltán: Anórthoszi Ammohósztu – 2008–09
- Dzsudzsák Balázs: PSV Eindhoven – 2008–09
- Leandro de Almeida: Debrecen – 2009–10
- Komlósi Ádám: Debrecen – 2009–10
- Mészáros Norbert: Debrecen – 2009–10
- Fodor Marcell: Debrecen – 2009–10
- Kiss Zoltán: Debrecen – 2009–10
- Szakály Péter: Debrecen – 2009–10
- Czvitkovics Péter: Debrecen – 2009–10
- Feczesin Róbert: Debrecen – 2009–10
- Laczkó Zsolt: Debrecen – 2009–10
- Varga József: Debrecen – 2009–10
- Dombi Tibor: Debrecen – 2009–10
- Rudolf Gergely: Debrecen – 2009–10
- Szélesi Zoltán: Debrecen – 2009–10
- Bernáth Csaba: Debrecen – 2009–10
- Huszti Szabolcs: Zenyit – 2011-12
- Megyeri Balázs: Olimpiakosz – 2011-12, 2012–13
- Szalai Ádám: Schalke 04 – 2013–14; Hoffenheim – 2018–19
- Nikolics Nemanja: Legia Warszawa – 2016–17
- Gulácsi Péter: RB Leipzig – 2017–18, 2019–20, 2020–21, 2021–22, 2022–23, 2023–24, 2024–25
- Willi Orbán: RB Leipzig – 2017–18, 2019–20, 2020–21, 2021–22, 2022–23, 2023–24, 2024–25
- Sallai Roland: APÓ Ellínon – 2017–18
- Szoboszlai Dominik: Red Bull Salzburg – 2019–20, 2020–21; RB Leipzig – 2021–22, 2022–23; Liverpool – 2024–25
- Bogdán Ádám: Ferencváros – 2020–21
- Dibusz Dénes: Ferencváros – 2020–21
- Lovrencsics Gergő: Ferencváros – 2020–21
- Botka Endre: Ferencváros – 2020–21
- Sigér Dávid: Ferencváros – 2020–21
- Csonka András: Ferencváros – 2020–21
- Yaakobishvili Antal: Girona – 2024–25

Félkövérrel azok, akik magyar csapattal (is) eljutottak a BL-főtáblára.